# Faia Younan
Faia Younan (en àrab: فايا يونان) és una cantant amb doble nacionalitat: siriana i sueca. Va néixer en el si d’una família de assiris sirians el juny de l’any 1992 a la ciutat d'Al-Malikiyah. Va créixer a Alep i actualment resideix a Beirut. El seu nom en siríac significa "noia molt maca".
L’any 2003 la Faia i la seva família van emigrar a Suècia. Allà es va dedicar a l’activisme pels drets humans i a l’assistència social a través de la Creu Roja de Suècia. Younan es va graduar en Ciències Socials a la Universitat de Glasgow, Escòcia.
Faia Younan va saltar a la fama el 2014 després de publicar una cançó titulada «To Our Countries», juntament amb la seva germana, Rihan Younan, posaven especial èmfasi a les conseqüències de la guerra i la devastació que patien sirians, iraquians, libanesos i palestins. La cançó es va traduir a diversos idiomes, es va retransmetre en canals de televisió internacionals i fins i tot va ser utilitzada en algunes escoles.
Faia Younan és considerada la primera cantant àrab en aconseguir finançament del públic a través d’internet, en el seu cas per a la producció musical «Ohebbou Yadayka». Gràcies a aquest micromecenatge va entrar a formar part del llibre Guinness World Records. Va recaptar al voltant de 25 000 USD per finançar la seva cançó.
Més endavant, la Faia Younan va fer una sèrie de concerts arreu del món. Va actuar, entre d'altres, a l'Òpera de Damasc, al palau de la UNESCO, a l’amfiteatre Pierre Abou Khater, a la Universitat Americana de Beirut, a la Universitat Americana de Dubai, al teatre Odèon d’Amman, a l'Òpera del Caire i a la Bibliotheca Alexandrina.
L’any 2019 va inaugurar el Festival egipci de Cinema El Gouna amb la cançó «Benlef» en homenatge a les celebritats que van morir aquell any. La versió original, cantada per Samira Said, va ser escrita i composta per Baligh Hamdi en commemoració d'Abdel Halim Hafez.

## Discografia
- El seu àlbum debut,[3] A Sea Between Us, inclou nou cançons i es va llançar el 20 d'octubre de 2006.
- El seu segon àlbum,[4] Tales of the heart, inclou vuit cançons i es va llançar el 7 de març de 2019. Es va reeditar amb només set de les vuit cançons, deixant de banda «Damasc».